# 이승협 (축구인)
이승협(1971년 4월 15일 ~ )은 대한민국의 전 축구 선수이다.

## 클럽 경력
1994년 포항제철 아톰즈에 입단하여 1998시즌까지 활약하였다.

## 국가대표팀 경력
1992년 하계 올림픽 축구에 대한민국 축구 국가대표팀의 일원으로 참가하였다.